# Test t Studenta
Test t Studenta – test statystyczny używany do porównywania dwóch średnich lub porównywania średniej z próby z pewną założoną wartością i sprawdzania, czy różnice pomiędzy nimi mogą być wynikiem losowości. Test t Studenta korzysta ze statystyki testowej o rozkładzie t.

## Zasada działania
Jeśli próba losowa pochodzi z populacji o rozkładzie normalnym, to średnia z próby również ma rozkład normalny z taką samą jak w populacji wartością oczekiwaną. Różnica średniej z próby i średniej z populacji dzielona przez błąd standardowy średniej (iloraz odchylenia standardowego z populacji i pierwiastka z liczebności próby) ma standaryzowany rozkład normalny. Odchylenie standardowe w populacji nie jest jednak zwykle znane. Jeśli zastąpimy je odchyleniem z próby, uzyskamy rozkład t, który zbiega do rozkładu normalnego wraz ze wzrostem wielkości próby.

## Test jednej średniej
Hipoteza zerowa. Oznaczmy średnią z próby symbolem {\displaystyle {\bar {X}},} a wariancję z próby – symbolem {\displaystyle S^{2}.} W ramach testu jednej średniej weryfikuje się hipotezę zerową, że średnia rozkładu, z którego pobierana jest próbka o liczebności {\displaystyle n,} jest równa pewnej liczbie {\displaystyle \mu _{0}.} Jeżeli ta hipoteza zerowa jest prawdziwa, statystyka T, dana wzorem
{\displaystyle T={\frac {{\overline {X}}-\mu _{0}}{S}}{\sqrt {n}}}
ma rozkład t z {\displaystyle n-1} stopniami swobody.
Formy hipotezy alternatywnej. Hipoteza alternatywna może przyjąć formę dwustronną {\displaystyle \mu \neq \mu _{0}} (średnia w populacji nie jest równa {\displaystyle \mu _{0}}) lub formę jednostronną: lewostronną ({\displaystyle \mu <\mu _{0}}) lub prawostronną ({\displaystyle \mu >\mu _{0}}). Podobnie jak w innych podobnych testach, w zależności od formy hipotezy alternatywnej oraz przyjętego poziomu istotności {\displaystyle \alpha } wyznacza się obszar krytyczny lub wartość p.
Kryterium decyzyjne. Analogicznie do wielu innych testów statystycznych, jeżeli uzyskana w próbie wartość statystyki testowej T znajdzie się w obszarze krytycznym lub (co jest równoważne) wartość p nie przekroczy {\displaystyle \alpha }, hipoteza zerowa jest odrzucana.
Założenia. Zakłada się, szczególnie w przypadku małych prób (np. {\displaystyle n\leqslant 30}), że rozkład w populacji, z której pobiera się próbę losową, ma w przybliżeniu rozkład normalny.

## Test dwóch średnich
Hipoteza zerowa. W przypadku testu dwóch średnich porównywane są średnie z dwóch prób o liczebnościach {\displaystyle n_{1}}i {\displaystyle n_{2}} pochodzących z dwóch populacji. Hipoteza zerowa zwykle zakłada równość dwóch średnich w populacjach ({\displaystyle \mu _{1}=\mu _{2}}), co jest równoznaczne stwierdzeniu, że różnica pomiędzy tymi średnimi wynosi zero ({\displaystyle \mu _{1}-\mu _{2}=0}). Konstrukcja testu pozwala również na niezerową wartość różnicy w hipotezie zerowej ({\displaystyle \mu _{1}-\mu _{2}=D_{0}}), w praktyce najczęściej jednak {\displaystyle D_{0}=0.}
Hipoteza alternatywna. Hipoteza alternatywna może być, podobnie jak w teście jednej średniej, dwustronna {\displaystyle \mu _{1}-\mu _{2}\neq D_{0}} lewostronna ({\displaystyle \mu _{1}-\mu _{2}<D_{0}}) lub prawostronna ({\displaystyle \mu _{1}-\mu _{2}>D_{0}}).
Statystyka testowa dana jest wzorem:
{\displaystyle T={\frac {{\overline {X}}_{1}-{\overline {X}}_{2}-D_{0}}{\sqrt {{\frac {(n_{1}-1)S_{1}^{2}+(n_{2}-1)S_{2}^{2}}{n_{1}+n_{2}-2}}\left({\frac {1}{n_{1}}}+{\frac {1}{n_{2}}}\right)}}}},
gdzie {\displaystyle {\overline {X}}_{1}}i {\displaystyle S_{1}^{2}}to średnia i wariancja w pierwszej próbie, a {\displaystyle {\overline {X}}_{2}} i {\displaystyle S_{2}^{2}} to analogiczne statystyki z drugiej próby, ma rozkład t o {\displaystyle n_{1}+n_{2}-2} stopniach swobody.
Założenia. Przeprowadzając test, zakłada się, że rozkłady w populacjach są w przybliżeniu normalne. Jest to ważne w przypadku małych prób, ponieważ dla większych prób test jest odporny na umiarkowane odstępstwa od tego założenia. Test wymaga ponadto założenia o równości wariancji w obu populacjach. Podobny test umożliwiający pominięcie założenia o równości wariancji nazywany jest testem t Welcha.
Test różnicy średnich dla obserwacji powiązanych w pary. Jeżeli obserwacje z dwóch populacji można powiązać w pary (na przykład testujemy zużycie paliwa wylosowanych samochodów w jeździe miejskiej i poza miastem albo umiejętności uczestników szkoleń przed i po szkoleniu), należy obliczyć różnice dla każdej pary i na tak przygotowanych danych (na obliczonych różnicach) przeprowadzić test jednej średniej.